# 第二基隆河橋
臺灣鐵路管理局第二基隆河橋是中華民國（臺灣）基隆河上的一座鐵路橋樑，屬宜蘭線鐵路，連接新北市瑞芳區瑞芳車站與猴硐車站，1983～1984年於舊橋原址及其上游側重建新橋。

## 沿革與設計

### 第一代橋
台灣日治時期初期原構想宜蘭線鐵路從臺北經烏來、雙連埤、宜蘭而至蘇澳，不經基隆河沿線。後來臺灣總督府鐵道部決定踏勘新路線，於1914年7月初由真島寅三郎技師測量新的定線，由八堵經瑞芳、雙溪、大里簡而至宜蘭與蘇澳。
1915年3月測量完成後，再經過兩年半波折，宜蘭線於1917年10月動工興建，工程分別從路線的南（蘇澳）、北（八堵）兩端向中間施築，其中瑞芳～猴硐間工程由臺灣總督府鐵道部工務課瑞芳建設事務所佇同年11月動土，大倉組承攬，工事包括新建第一代第二基隆河橋與開挖7座山洞，都是單線鐵路橋梁與隧道。
1919年4月，瑞芳～猴硐段竣工，本橋上部鋼鈑梁則在同年12月中旬架設完成，並於隔年（1920年）1月27日隨著此路段通車而啟用。
第一代第二基隆河橋為6孔跨度60呎（約19.2公尺）上承式鋼鈑梁橋，橋台、橋墩與翼牆的建材均為粗石造，橋墩呈橢圓形，並依地勢由瑞芳往猴硐方向上坡，坡度13.3‰。

#### 改良、改建
- 第一代橋在不明年代於各橋墩頂部加建帽梁[9]。
- 1980年7月1日起至1986年1月9日止，臺鐵局進行宜蘭線鐵路擴建工程時，將第一代第二基隆河橋改建為6孔上承式預力鋼筋混凝土梁橋，於1985年5月21日隨著瑞芳～猴硐段雙軌化完工通車而啟用[7]，橋梁改建後，橋下基隆河底尚殘存改建前的舊橋墩基礎遺跡1處[10]。

### 第二代橋（現役）
宜蘭線通車50餘年後，受1970年代末期北迴線即將全線通車營運、及東線鐵路預計於1982年由762mm軌距拓寬為1,067mm軌距等之影響，宜蘭線將從原本的支線升級為連接台灣東、西部的重要幹線，路線容量需求將大幅增加，預估原單線鐵路將不敷使用，於是，臺鐵自1980年代起辦理宜蘭線鐵路擴建工程，實施全線雙軌化（已完成雙線路段者除外），其中第二代第二基隆河橋建於第一代舊橋上游側，1981年進行設計與地質鑽探、隔年（1982年）開始主體工程，1984年完工，並待本橋南端福住隧道（第五號隧道）修正中心線竣工鋪軌後，於次年（1985）年5月21日隨著瑞芳～猴硐段雙軌化通車營運。

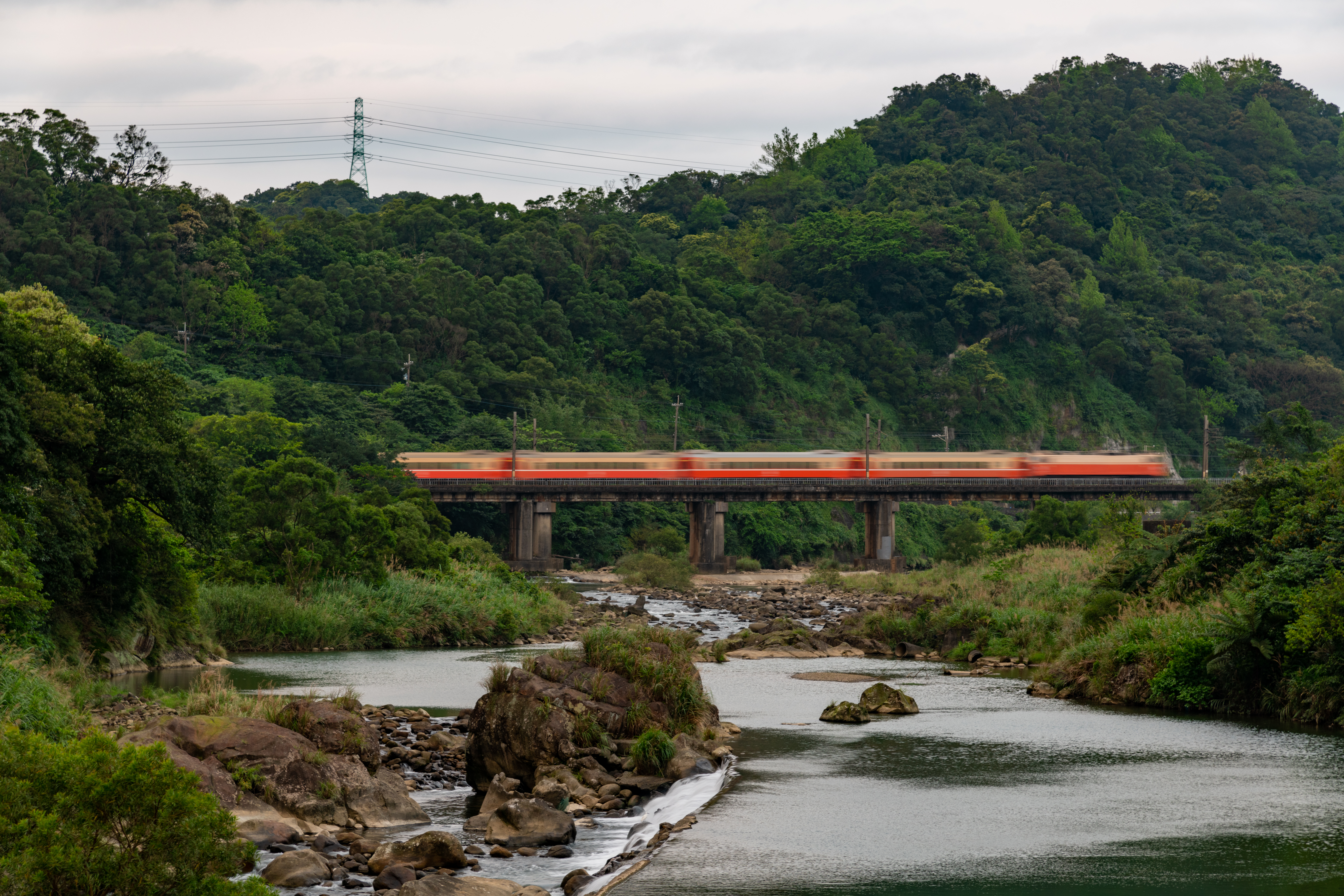

新橋為6孔上承式預力鋼筋混凝土梁橋，圓形基礎與橢圓形橋墩，目前使用中。

### 電氣化
宜蘭線電氣化工程自1991年7月1日開工。2000年5月2日，包含本橋在內的八堵至羅東間率先完工，5月3日正式通車，該工程包括於本橋橋上增設高架電車線及電桿等設備，並更換每公尺50公斤鋼軌及預力混凝土枕木。

### 水災
2001年9月17日，納莉颱風挾帶豪雨來襲，重創宜蘭線八堵至福隆間路段，故此期間台北至福隆間，暫以基隆客運接駁，直到9月29日宜蘭線才恢復全線暢通。

## 橋梁週邊
- 瑞猴自行車道

## 註解
1. 1 2 3  中央研究院有《臺灣日日新報》數位典藏資料。不過，但不可能得到個別且固定URL。因此，請在網站內直接查看[6]。

1. ↑  台灣日治時期名為「第二基隆川橋」[4]。